# Зарудкі
Зарудкі (пол. Zarudki) — село в Польщі, у гміні Вількув Опольського повіту Люблінського воєводства.
Населення — 108 осіб (2011).

## Демографія
Демографічна структура станом на 31 березня 2011 року:
|          | Загалом | Допрацездатний вік | Працездатний вік | Постпрацездатний вік |
| -------- | ------- | ------------------ | ---------------- | -------------------- |
| Чоловіки | 53      | 11                 | 32               | 10                   |
| Жінки    | 55      | 15                 | 24               | 16                   |
| Разом    | 108     | 26                 | 56               | 26                   |